# Taracticus paulus
Taracticus paulus är en tvåvingeart som beskrevs av Pritchard 1938. Taracticus paulus ingår i släktet Taracticus och familjen rovflugor.
Artens utbredningsområde är Kalifornien. Inga underarter finns listade i Catalogue of Life.